# シンポジウム

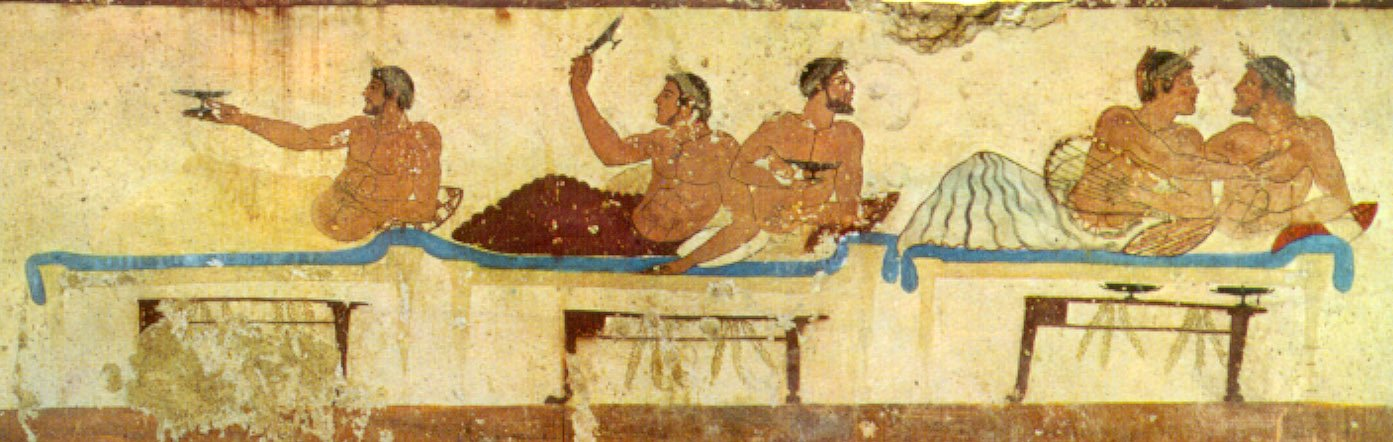
古代ギリシャのシュンポシオン

シンポジウム (symposium) は、「研究発表会」「討論会」をさす言葉。

## 語源
συμπίνειν (sympinein)（意味は to drink together、一緒に酒を飲む）から派生した、古代ギリシャの「饗宴」 συμπόσιον (symposion) に由来するとされる。プラトンの対話編『饗宴』にもその様子が描かれている。「シンポジウム」は symposium の特定の言語での読みではなく、ラテン語では「シュンポシウム」、英語では「シンポゥジアム」である。

## 現代のシンポジウム
一般的には、あるテーマを決めて広く聴衆を集め、公開討論などの形式で開催されることが多い。現在の日本でも新聞社や企業、自治体、研究団体などが主催して様々なシンポジウムが行われている。もっとも多く見られる進行方法は、まず第1部で基調講演が行われ、その後に第2部としてパネルディスカッションが行われる。この他、小グループの活動報告や関連した小規模の催しが行われることもある。

## 類似のイベント
- パネルディスカッション
- セミナー
- カンファレンス
- フォーラム